# JAG
JAG, wat een Amerikaans militair acroniem is voor Judge Advocate General, is een Amerikaanse televisieserie. De hoofdpersonen zijn Harmon Rabb Jr., vaak afgekort tot "Harm" (David James Elliott) en kolonel Sarah MacKenzie vaak afgekort tot "Mac" (Catherine Bell). In totaal zijn 227 afleveringen geproduceerd.
De serie handelt over de juridische afdeling van de Amerikaanse marine. De serie werd in het eerste seizoen door NBC, en later door CBS uitgezonden. De serie stond aan kritiek bloot omdat hierin beelden uit films als Top Gun, The Hunt for Red October, en Clear and Present Danger werden "hergebruikt".

## Eerste seizoen
De serie begon in 1995 met een pilotaflevering waarna een compleet seizoen gemaakt werd. In de pilot speelden David James Elliott en Andrea Parker de hoofdrollen van Luitenant Harmon Rabb Jr. en Luitenant j.g. Caitlin Pike. Andrea Parker werd vervangen door Tracey Needham die de rol speelde van Luitenant j.g. Meg Austin. NBC zette de serie stop in 1996 voor het einde van het eerste seizoen. De aflevering 'Skeleton Crew' werd niet meer uitgezonden en werd pas later bij herhalingen voor het eerst uitgezonden.

## Tweede seizoen en volgend

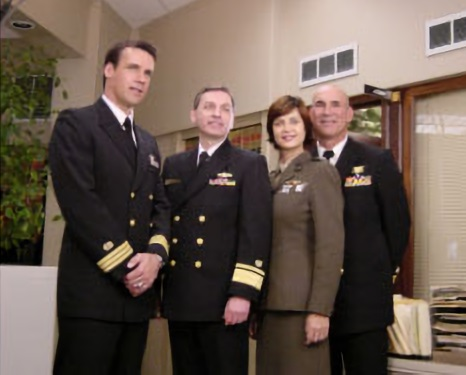
Harm Rabb, met de echte Judge Advocate General of the Navy, RADM Donald Guter, Sarah MacKenzie, Admiral Chegwidden

CBS nam de serie over en in januari 1997 ging een verkort 2e seizoen (15 afleveringen) van start. Catherine Bell was hierin de nieuwe vrouwelijke hoofdrol als Major Sarah MacKenzie. En het personage Admiral A.J. Chegwidden kreeg een hoofdrol, die werd vertolkt door John M. Jackson. Ook het personage Ensign Bud Roberts uit de pilot aflevering kreeg een hoofdrol, die werd vertolkt door Patrick Labyorteaux.
De serie onderging een gedaantewisseling na de terroristische aanslagen van 11 september 2001, werden verhaallijnen over de strijd tegen terrorisme vervat in de serie.
De serie heeft op 29 april 2005 zijn laatste aflevering beleefd. In 2003, kwam er een spin-off van de serie, NCIS genaamd.

## Einde van JAG
In 2005 besloot de hoofdrolspeler David James Elliott de serie te verlaten, nadat hij geen nieuw contract kreeg aangeboden. De serie besloot tot het introduceren van nieuwe castleden om een einde van de serie te voorkomen. Desondanks besloot CBS de serie te staken na 10 seizoenen. In de laatste aflevering krijgen Harm en Mac elk een andere post toegewezen, Harm moet naar Londen en Mac wordt overgeplaatst naar San Diego. Na dit bekennen ze hun gevoelens voor elkaar en besluiten te trouwen. De aflevering eindigt met het opgooien van een munt, wie ontslag neemt bij de marine. De kijkers zien de afloop hiervan echter niet.

## Belangrijkste acteurs
Noot: Alle militaire rangen zijn de eindrangen van de acteurs in de serie.
- Captain Harmon "Harm" Rabb, Jr. (David James Elliott) (1995-2005)
- Lieutenant-Colonel Sarah "Mac" MacKenzie (Catherine Bell) (1996-2005)
- Rear Admiral A.J. Chegwidden (John M. Jackson) (1997-2004)
- Lieutenant Commander Bud Roberts, (Patrick Labyorteaux) (1996-2005)
- Lieutenant Harriett Sims, (Karri Turner) (1997-2005)

## Bijrollen
- Lieutenant j.g. Meg Austin (Tracey Needham) (1995-1996)
- Commander Alison Krennick (Andrea Thompson) (1995-1996)
- Petty Officer First Class Jason Tiner (Chuck Carrington) (1997-2003)
- CIA-agent Clayton Webb (Steven Culp) (1997-2004)
- Lieutenant Commander Mic Brumby (Trevor Goddard) van de Koninklijke Australische Marine (1998-2001)
- Gunnery Sergeant Victor Galindez (Randy Vasquez) (1999-2002)
- Lieutenant Loren Singer (Nanci Chambers) (1999-2003)
- Mr.Danny Walden Sean Murray (2000-2001)
- Commander Sturgis Turner (Scott Lawrence) (2001-2005)
- Petty Officer First Class Jennifer Coates (Zoe McLellan) (2002-2005)
- Major General Gordon "Biff" Cresswell, (David Andrews) (2004-2005)
- Congreslid Bobbi Latham (Anne-Marie Johnson) (1997-2002)

## Afleveringen
Zie: Lijst van afleveringen van JAG